# Karl Schwier
Karl Wilhelm Gangolf Schwier (* 12. November 1842 in Soest; † 22. Juni 1920 in Weimar) war ein deutscher Fotograf, Redakteur und Verleger.

## Leben
Karl Schwier wurde als Sohn des Taubstummenlehrers Heinrich Gustav und Friedericke Schwier, geb. Ehrlich 1842 in Soest (Westfalen) geboren. Am 6. Dezember 1842 wurde er getauft. Er hatte zwei Geschwister, Dorothea (* 12. Juni 1845) und Adolph (* 20. August 1851). In Soest besuchte Schwier das Gymnasium, außerdem die Gewerbeschule in Hagen. Er studierte an der Gewerbeakademie Berlin bei Hermann Wilhelm Vogel und an der Berliner Universität. Schwier war als technischer Leiter der Feldphotographie am Krieg 1870/1871 beteiligt. 1871 heiratete er Marie Oberland, die 1876 verstarb. Aus dieser Ehe gingen die Kinder Hanny (* 1872), Dorchen (* 1874) und Adolph (* 1876) hervor. Schwier kam 1874 erstmals nach Weimar. Am 18. Juni 1879 wurde er Weimarer Bürger. Neben seinen Tätigkeiten im Bereich der Fotografie war er auch Begründer und Vorsitzender des Vereins für Feuerbestattungen zu Weimar sowie Ehrenmitglied des Ostthüringer Ingenieur- und Architektenvereins. Er war in zweiter Ehe mit Sophie Rothe verheiratet (1880). Aus dieser Ehe ging der Sohn Heinrich (* 1881) hervor. Schwier lebte in Weimar nacheinander in der Schlossgasse 25 (1876–1882), Am Brühl 16 (1882–1886), in der Bürgerschulstraße 4 (1887–1891) und von 1891 bis zu seinem Tod in der Sophienstraße 4. Er verstarb am 22. Juni 1920 in Weimar. Seinem Nachruf zufolge wirkte er als Förderer des Städtischen Museums.

## Werk
Schwier war seit 1872 Sozius im Atelier von Heinrich Hardtmuth in Weimar. Ihm war das Photographisch-Chemische Institut von Julius Schnauß zwar bekannt, doch trat er diesem nicht bei. Vielmehr gründete er 1876 den Deutschen Photographen-Verein, eine Vereinigung von Berufsfotografen, mit Sitz in Weimar. Die erste Sitzung fand am 31. Januar 1876 in Jena statt. Der Verein fungierte als berufsständische Vertretung der Fotografen, sollte die Entwicklung der Fotografie befördern, sie in der Bevölkerung populär machen und Kontakt zu anderen, auch ausländischen Fotografen-Vereinigungen aufnehmen. Organ des Vereins war die Deutsche Photographen-Zeitung, die Schwier seit 1877 als Redakteur und Expediteur betreute. Nach seinem Tod führte sein Sohn Adolph die Redaktion fort. Das Blatt erschien bis 1924 und hatte für die Außenwirkung des Vereins große Bedeutung.

## Veröffentlichungen
Von Karl Schwier stammen mehrere Veröffentlichungen von Fotoserien, etwa zu einem „Festzug der Gewerkschaften anlässlich der Gewerbeausstellung in Weimar im Jahre 1878“ (46 Fotos, erschienen in Weimar 1879) oder zum „Zug der Gewerbetreibenden am fünfundzwanzigjährigen Regierungs-Jubiläum seiner Königlichen Hoheit des Grossherzogs Carl Alexander von Sachsen-Weimar-Eisenach am 11. Juli 1878“ (54 Fotos, erschienen in Weimar 1879). Bereits um 1860 erschien sein „Wartburg-Album: Photographien nach der Natur“ (14 Fotos), zu dem Hugo von Ritgen, der im Auftrag des Großherzogs die Wartburg restaurierte, den Text beisteuerte.